# Grupo de Forcados Amadores do Clube Taurino Alenquerense
O Grupo de Forcados Amadores do Clube Taurino Alenquerense é um grupo de forcados sedeado nas Caldas da Rainha, no Estremadura. O actual Grupo de Forcados foi fundado a 23 de Maio de 2004 no seio do Clube Taurino Alenquerense.

## História
O Grupo foi fundado no seio do Clube Taurino Alenquerense, um clube tauromáquico de Alenquer fundado em 2003. 
O Grupo foi fundado em 2004, tendo Nuno Gonçalves como Cabo fundador. A corrida inaugural decorreu a 23 de Maio de 2004 em Alenquer, perante toiros da ganadaria de Santa Maria.
Em 2012, na sequência de divergências com o Clube Taurino Alenquerense, o Grupo desligou-se do Clube e mudou a designação para Grupo de Forcados Amadores de Alenquer. A sua filiação na Associação Nacional de Grupos de Forcados ficou contudo em causa, deixando a Associação de reconhecer o Grupo enquanto seu associado. O conflito levou a um litígio judicial. Em 2019 o Grupo retomou a ligação ao Clube Taurino Alenquerense e retornou à original designação de Grupo de Forcados Amadores do Clube Taurino Alenquerense. No mesmo ano o Grupo foi readmitido na Associação Nacional de Grupos de Forcados, voltando a poder alternar em corridas com os demais grupos associados.
O actual Cabo Fábio Lucas assumiu a chefia do Grupo a 21 de Maio de 2017, após despedida das arenas do anterior Cabo David Vicente.

## Cabos
1. Nuno Gonçalves
2. Jorge Vicente
3. David Vicente (2014–2017)
4. Fábio Lucas (2006–presente)